# Casa de David
La Casa de David (conocida en hebreo como מלכות בית דוד, «Reino de la Casa de David»), según la Biblia, se refiere al linaje del rey David documentado en el Tanaj y en el Nuevo Testamento. El término «Casa de David» se refiere a la dinastía davídica mencionada muchas veces en el Antiguo Testamento.

## En la Biblia
Para ser escogido y proclamado rey, la costumbre en los tiempos del Tanaj dictaba que la persona debía ser ungida con el aceite Santo vertido en la cabeza. En el caso de David, esto fue hecho por el profeta Samuel.

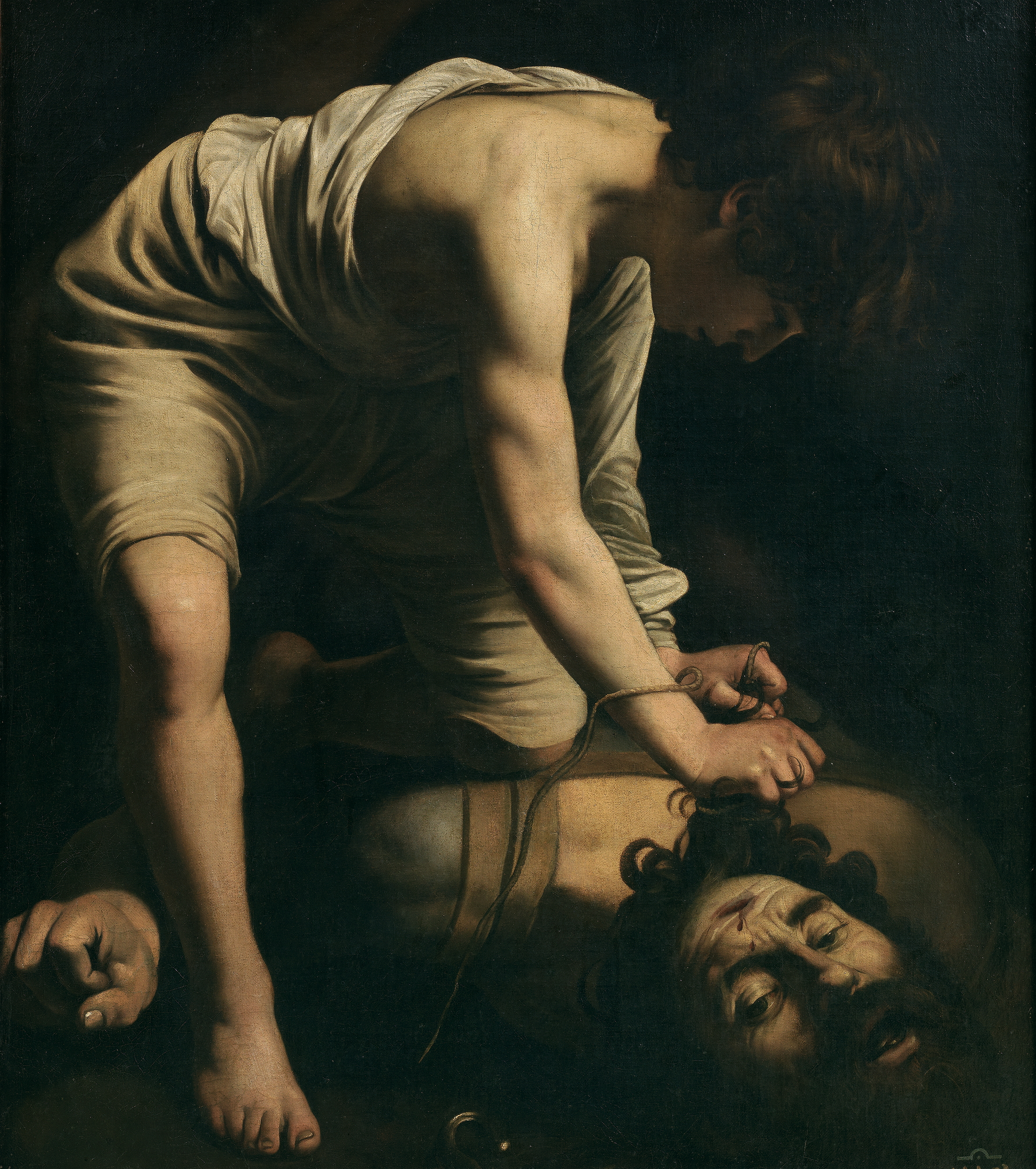
David y Goliath por Caravaggio.

En hebreo, la unción se denomina meshija y un rey (melej en hebreo) suele decirse que es legítimo cuando está ungido. Es decir, es un melej haMashiaj (rey ungido en la adaptación al español). El procedimiento simbolizaba el descenso de la santidad de Dios (kedusha) sobre el rey y como señal de un vínculo que nunca había de ser roto.
En el Primer Libro de Samuel dice que la monarquía le fue concedida a la Casa de David por Yahweh.
Inicialmente, David era rey solamente sobre la Tribu de Judá gobernando desde Hebrón, pero después de siete años y medio, las otras tribus israelitas también lo aceptaron como su rey, como se relata en el Libro de las Crónicas.
Tras la muerte del rey Salomón, sucesor de David en el Reino unificado de Israel, las tribus del norte no aceptaron a Roboam (hijo de Salomón) como su rey. El reino fue dividido en Norte (Samaria) y Sur (Judá). 
Solamente en el Reino de Judá, conformado por las tribus de Judá y de Benjamín sostuvieron su ascendencia directa del rey David para validar su ascenso al trono.

### El exilio
Después de la conquista de Judá por Nabucodonosor II, la mayor parte de su población fue deportada a Mesopotamia, dando lugar al Cautiverio de Babilonia. Allí, la autoridad hebrea de mayor rango fue el exilarca (en hebreo, Reish Galuta, en español, "cabeza de la diáspora"), quien debía pertenecer al linaje de David. Algunas familias judías deportadas formaban parte de esta dinastía, manteniendo la descendencia por vía patrilíneal. El titular de posición estuvo considerado como heredero aparente.[cita requerida]

## Monarcas de la Casa de David

Genealogía de los reyes de Israel.

### Reyes de Israel
•  Saúl 
- David
- Salomón

### Reyes de Judá
- Roboam
- Abias
- Asa
- Josafat
- Joram
- Ocozías
- Atalía, reina, esposa de Joram, casa de Omrí.
- Joás
- Amasías
- Uzías
- Jotam
- Ajaz o Acaz.
- Ezequías
- Manasés
- Amón
- Josías
- Joacaz
- Joacim
- Joaquín
- Sedequías